# Striemel
Striemel ist ein im Norden Deutschlands vorkommender Begriff für Streifen. Gelegentlich auch als Stremel, beispielsweise im Bezug auf Kleidung.
In der Redewendung „seinen Striemel durchziehen“ („Ich mach’ weiter meinen Striemel“) bedeutet Striemel so etwas wie Routine, das Übliche, leicht abschätzig klingend.
Der Begriff stammt vermeintlich von Strieme (Streifen, Wunde), „Der Name geht zurück auf ahd. strimo ›Streifen‹, mhd. strieme, strime.“